# بازی لم
بازی لم  (Lem Game)، یک بازی به سبک تاکتیکال ( زیر مجموعه سبک استراتژی ) هست، که بر روی پلتفرم اندروید اجرا می‌شود. این بازی هم دارای مد آفلاین و هم مد آنلاین می‌باشد . در این بازی هر بازیکن باید تیم ۵ نفره سربازهای خود را مدیریت کند و با انتخاب اسلحه و استراتژی  مناسب، دشمنان خود را شکست دهد.
هر بازی به صورت دو نفره انجام می‌شود.
سبک اجرایی بازی بلادرنگ  ( RTT ) است.

## ماموریت بازی
در این بازی هر تیم باید ۵ بمب در زمین حریف خود کار بگذارد و همچنین از زمین خود دفاع کند و اجازه ندهد که حریف بمبی در زمین وی کار بگذارد.